# メイ・パン
メイ・フン・イー・パン（英: May Fung Yee Pang、中: 龐 鳳儀、1950年10月24日 - ）は、アメリカ合衆国の元音楽エグゼクティブ。ジョン・レノンとオノ・ヨーコの個人秘書、プロダクション・コーディネーターとして働いた。1973年、レノンとヨーコは倦怠期に陥り、パンとレノンは18ヶ月以上の間愛人関係にあった。この時期は後にレノンの「失われた週末」と呼ばれる。パンは彼らの関係について2冊の本を上梓した。伝記『Loving John』（Warner、1983年）と写真集『Instamatic Karma』（セント・マーティンズ・プレス、2008年）である。
1989年から2000年にかけてプロデューサーのトニー・ヴィスコンティと結婚しており、2人の子供が生まれた。

## 前半生
ニューヨーク州ニューヨークマンハッタンに生まれる。彼女は中国からの移民の娘で、中国で生まれた姉と養子の兄と共にニューヨークのスパニッシュ・ハーレムで育った。母親は洗濯業を営んでいたが居住していた借家が取り壊される事になったため、パン一家はマンハッタンの97番街と3番街近くのアパートに転居した。
セント・マイケル・アカデミーを卒業後、ニューヨークシティ・コミュニティ・カレッジに通った。彼女はモデルを志望したがモデルエージェンシーから民族色が強過ぎると言われた。最初の仕事はソング・プラガーであった。これは曲を吹き込むアーティストをサポートする意図もあった。1970年、アラン・クレインがマネジメントするアブコ・レコードの受付係となる。同社は当時アップル・レコードと3人の元ビートルズメンバー、ジョン・レノン、ジョージ・ハリスン、リンゴ・スターが代表であった。
1970年12月、パンはジョン・レノンとオノ・ヨーコの前衛的な映画プロジェクト『Up Your Legs Forever and Fly』を手伝うよう依頼された。その後、ニューヨークとイギリスでレノンとオノの秘書兼雑用係になるよう依頼され、1971年にレノンがロンドンからニューヨークに転居するにあたり、彼らの個人秘書としての永続的な地位に就いた。1971年10月9日、ニューヨーク州シラキュースのエバーソン美術館で開催された、オノの「This Is Not Here」アートショーの美術展をコーディネートした。オノのショーはレノンの31歳の誕生日と同時期に行われ、ホテル・シラキュースでパーティーが開催され、リンゴ・スター、フィル・スペクター、エリオット・ミンツなどが参加した。

## 失われた週末
レノンはパンと18か月の愛人関係にあった期間を、後に同タイトルの映画・小説から「失われた週末」と呼んだ。
1973年半ば、パンはレノンのアルバム『マインド・ゲームス』のレコーディングに取り組んでいた。当時レノンとオノは夫婦間の問題を抱えており、別居することにした。そしてオノはパンにレノンの同居人になる（交際する）よう提案した。オノはレノンとうまくいっておらず、言い争いをしては仲違いしていると説明し、レノンは他の女性に目移りするだろうと言った。更にレノンがパンを性的に魅力的だと思うと言っていたと伝えた。パンは彼女の雇用主でありオノの夫でもあるレノンとの関係を始めることは絶対にできないと返答した。オノはパンの抗議を無視し、すべて予定通り手配すると言い渡した。オノは後のインタビューでこのやり取りを追認した。オノから「（ジョンとの交際は）いいと思う」と促され、メイとの交際を促されたジョンも戸惑っていたが、最終的にはメイを追いかけることになる。1973年10月、レノンとパンは『マインド・ゲームス』のプロモートのためニューヨークを離れてロサンゼルスに向かい、友人宅にしばらく滞在した。
滞在中、レノンは2つのレコーディング・プロジェクトに着手するように勧められた。ミュージシャンになるきっかけとなった古いロックン・ロールの曲を集めたアルバムの作成と、他のアーティストのプロデュースである。1973年12月、レノンはフィル・スペクターと協力して、オールディーズのアルバム『ロックン・ロール』をレコーディングした。酒に焚き付けられたレコーディング・セッションは伝説的なものとなった。ロサンゼルスのすべてのミュージシャンが参加を望んだが、直ぐにレノンの飲酒とスペクターの常軌を逸した行動（スタジオのコントロール・ルームでの銃の発砲など）によりセッションは中断した。その後、スペクターは自動車事故に遭って、レコーディングテープが行方不明になったと主張した。
1974年3月、レノンはハリー・ニルソンのアルバム『プシー・キャッツ』の制作を開始した。このアルバムタイトルは、トルバドールでの2度の飲酒事件でメディアから刻印された「バッドボーイ」のイメージに対抗するため名付けられた。一度目はレノンが額に生理ナプキンを付けて、当時お気に入りのレコードの1つであった「アイ・キャント・スタンド・ザ・レイン」をリリースしたアン・ピーブルスのコンサートでウェイトレスと乱闘し、二度目はその2週間後、レノンとニルソンがスマザーズ・ブラザーズを野次った後、クラブから叩き出された。レノンはミュージシャンが時間通りにスタジオに集まれるように1つ屋根の下に住むのは良い考えだと判断したので、パンはサンタモニカに彼女とレノン、ニルソン、リンゴ・スター、キース・ムーンが住むためのビーチハウスを借りた。この時期、パンはレノンに家族や友人に手を差し伸べるよう勧めた。彼とポール・マッカートニーは関係を修復し、ビートルズの解散後初めて一緒にプレイした（ア・トゥート・アンド・ア・スノア・イン・'74を参照）。更にパンはジュリアン・レノンが、ほぼ4年ぶりに父親のもとに訪れるよう手配した。
ジュリアンは、より定期的に父親と会うようになった。レノンは1973年のクリスマスにジュリアンにギブソン・レスポールのギターとドラムマシンをプレゼントし、いくつかコードを弾いて見せてジュリアンの音楽への興味を促した。「父と私の関係は以前よりずっと良くなった」とジュリアンは回想する。「彼がメイ・パンと一緒にいた時、私たちはとても楽しく、沢山笑い、全般的に素晴らしい時間を過した。父とメイとの当時の私の思い出は非常に鮮明だ。―それは私が彼らと共に思い出せる最も幸せな時間だった。」
1974年6月、レノンとパンはマンハッタンに戻った。レノンは飲酒をやめ、レコーディングに集中した。レノンは以前リバプールのミミ伯母の家に住んでいた時、猫を飼っていた。彼とパンはメジャーとマイナーと名付けた2匹の猫を飼った。同年初夏、2人は東52番街434のペントハウスアパートメントに移り、レノンはアルバム『心の壁、愛の橋』に取り組んだ。8月23日、レノンとパンは、クイーンズのパノラマビューを望むテラスからUFOを見たと語った。デッキに辿り着くため、2人は台所の窓から登らなければならなかった。その夜、裸のレノンが興奮してパンを呼び寄せ、外のデッキで合流した。2人は共に100フィート以内の距離に静かに浮かぶ円形の物体を見た。レノンは、彼の「公認の」写真家であるボブ・グルーエンに電話し、起こっている事を話した。グルーエンは警察を呼ぶべきだと提案したが、レノンは笑い飛ばし、新聞を呼んで「私はジョン・レノンです。昨夜空飛ぶ円盤を見ました」と言うつもりは無いと言った。グルーエンは地元の警察署に電話し、他に3人の目撃証言があることを確認した。デイリーニューズはレノンとパンが住むニューヨークの同じ地域で5人の目撃証言がある事を報じた。レノンは自身の曲「ノーバディ・トールド・ミー」で、この事件について言及している。
『心の壁、愛の橋』はアルバムチャートでトップの座に上り詰めた。更に「真夜中を突っ走れ」で、生涯で唯一のアメリカにおけるナンバーワン・シングルを達成した。パンは「夢の夢」でレノンの名前を囁いている。「予期せぬ驚き」はパンについて書かれている。ジュリアンはアルバムの最後のトラック「ヤ・ヤ」でドラムを演奏した。『心の壁、愛の橋』のレコーディング中、キャピトル・レコードのプロモーション担当副社長アル・クーリーは、スペクターの混沌としたセッション・テープを手に入れ、ニューヨークに持ち込んだ。レノンは『心の壁、愛の橋』で組んだのと同じミュージシャンと共に、オールディーズのアルバム『ロックン・ロール』を完成させた。パンは『心の壁、愛の橋』でRIAAゴールド・レコード賞を受賞し、アルバム『ロックン・ロール』の制作コーディネーターとしての仕事を続け「Mother Superior」としてクレジットされた。また、ニルソン、スター、エルトン・ジョン、デヴィッド・ボウイのアルバムにも取り組んだ。
ニューヨーク州モントークのアンディ・ウォーホルの屋敷にミック・ジャガーを訪ねた時、レノンとパンはモントーク・ポイント灯台の近くで売りに出されているスコットランド風のコテージを見かけた。1975年2月、レノンは不動産ブローカーに買い取りを依頼した。同月、レノンとパンは、ウイングスがアルバム『ヴィーナス・アンド・マース』をレコーディングしているニューオーリンズにポールとリンダ・マッカートニーを訪問する計画を立てていたが、オノがレノンの喫煙習慣に対する新しい治療法があると言った後、訪問予定の前日にレノンはオノに従った。会合の後、レノンは家に帰ることもパンに電話することもできなかった。パンが翌日電話をかけた時、オノはレノンは催眠療法の施術後で疲れ果てているので面会はできないと言った。2日後、レノンは共通の歯科予約で姿を見せた。パンがレノンは洗脳されたに違いないと思う程、彼はぼうっとして混乱していた。レノンはパンにオノと和解したので、2人の関係は終りだと語った。その後の数年間、パンは内密にレノンと数回会ったが、彼らの関係が再燃する事は無かった。
1964年からレノンと親交のあるジャーナリストのラリー・ケインは、「失われた週末」の期間を詳述したレノンの包括的な伝記を書いた。ケインとのインタビューで、レノンはパンと過した時期について「ラリーの知っての通り、私は今までで一番幸せだったかも知れない...私はこの女性（パン）を愛し、何曲か美しい音楽を作り、大酒やたわ言やその他もろもろで色々とやらかした。」と説明した。

### レノンに関するパンの著書

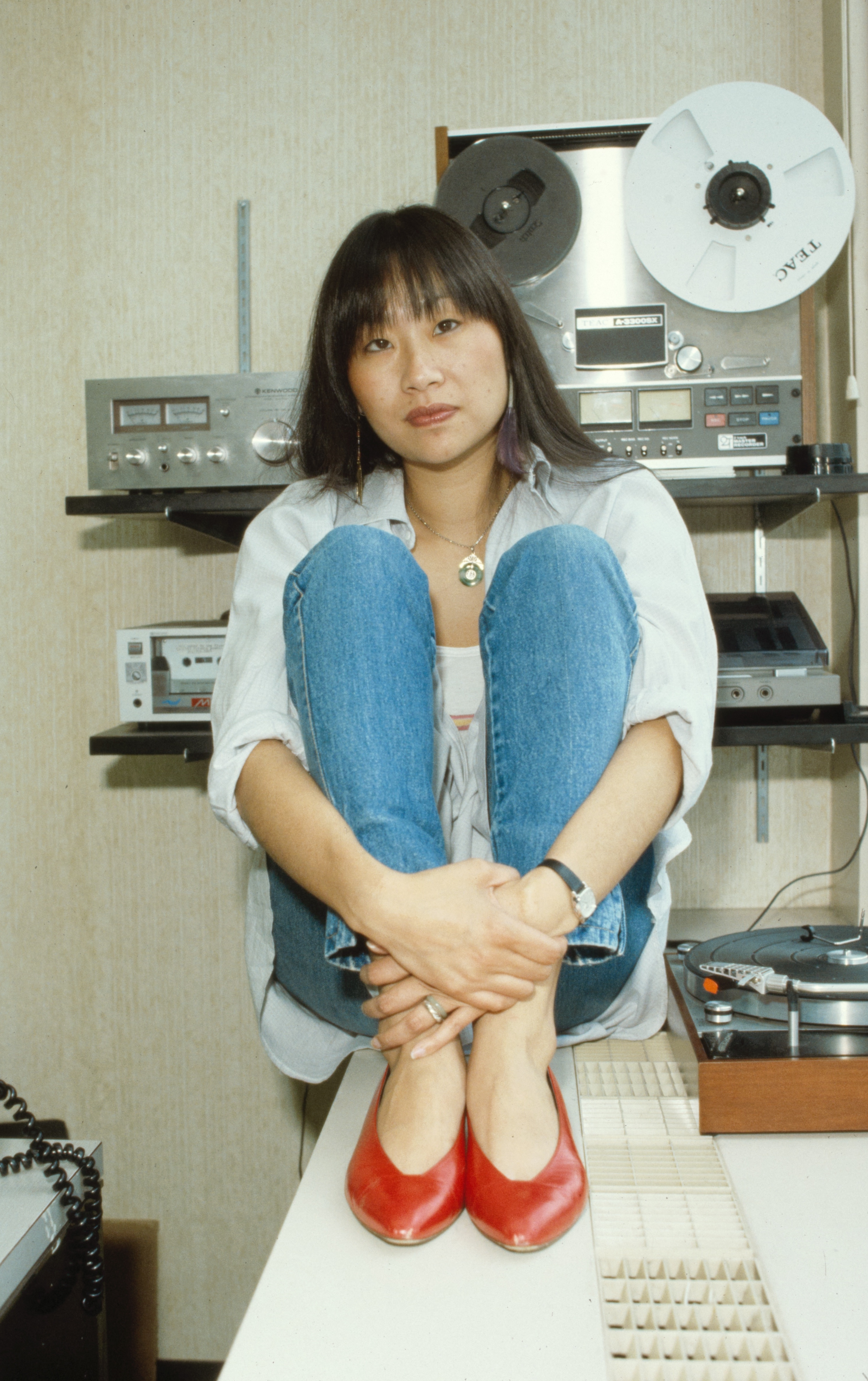
1983年

レノンがオノのもとに戻った後、パンはユナイテッド・アーティスツ・レコードとアイランド・レコードでPRマネージャーとして働き、ボブ・マーリーとロバート・パーマーのアルバムに取り組んだ。
1983年、回想録『Loving John』を出版（後に改訂され、『John Lennon: The Lost Weekend』に改題）。オリジナルの500ページの『Loving John』は、主にレノンのアルバムとセッションにおけるパンの役割に焦点を当てていた。それは300ページに編集され、主に彼らの関係のセンセーショナルな側面に濃縮された。また、レノンが1970年代後半に世界中を旅した時にパンに書いたハガキも掲載された。パンは彼女とレノンは1977年まで恋人であり続け、彼の死去まで連絡を取り合っていたと主張している。
パンの写真集『Instamatic Karma』は2008年に出版された。この本には、ありのままの私的なポートレートに加え、ビートルズの正式な解散に署名するレノンや、レノンとポール・マッカートニーの既知の最後の写真の1つなど、歴史的に重要な写真が何点か載せられている。シンシア・レノンは裏表紙の推薦文を提供し、レノンと疎遠になっていた長男ジュリアンとの再会にパンが果した役割に感謝した。

## ドキュメンタリー映画『ジョン・レノン 失われた週末』
トライベッカ映画祭は、パンの人生とレノンとの関係を描いた97分のドキュメンタリー映画『ジョン・レノン 失われた週末』（The Lost Weekend: A Love Story）を2022年にプレミア上映すると、6月10日にバーチャル・ホーム・ビューイングで発表した。本作はイヴ・ブランドスタイン、リチャード・カウフマン、スチュアート・サミュエルズが製作・監督を務めた。『ジョン・レノン 失われた週末』は2023年4月13日と14日の期間限定で世界各国の劇場で公開され、2023年10月からはストリーミングとブルーレイで配信された。

### 写真集
パンは2022年のドキュメンタリー映画の公開に合わせてレノンの写真集を出版し、「The Lost Weekend: The Photography of May Pang」という巡回展で販売された。

## ジュエリー
パンは自身のジュエリー・ビジネスを始め、ステンレス鋼の風水ジュエリーをデザインしている。

## その後の私生活
1989年、音楽プロデューサーのトニー・ヴィスコンティと結婚、2人は2000年に離婚した。彼らには2人の子供がいた。パンはレノンとの交際期間からの人々との関係を維持しており、ポール・マッカートニーは彼女をリンダ・マッカートニーの追悼式に招待した。2002年にはジョージ・ハリスンの追悼コンサート「コンサート・フォー・ジョージ」にゲストとして招待され、シンシア・レノンとレノンの長男ジュリアン・レノンの近くに座った。
2006年10月9日、レノンの66回目の誕生日に30年間連絡を取っていなかったオノにアイスランドで偶然出会った。オノはレイキャヴィークで彫刻を発表するためアイスランドに来ており、同じホテルに滞在していた。
彼女はニューヨークのアニマル・ヘブンと言う動物保護施設でボランティアをしており、ハリケーン・カトリーナの後に救助された犬を飼っている。また、インターネットラジオ「blogtalkradio.com」のトーク番組「Dinner Specials with Cynthia and May Pang」の司会をパートナーのシンシア・ネイルソンと務めている。